# شکیب همدرد
شکیب همدرد (زادهٔ ۱۹۸۴ در کابل)، خواننده اهل افغانستان است. وی در سال ۲۰۰۵ (میلادی) در اولین مسابقهٔ آوازخوانی ستاره افغان برنده مقام اول شد.

## زندگی‌نامه
شکیب همدرد زادهٔ ۱۹۸۴ (میلادی) در چهاردهی شهر کابل در خانواده‌ای هزاره می‌باشد. همدرد فعلاً در شهر جکسون‌ویل، فلوریدا، ایالات متحده آمریکا زندگی می‌کند.